# Вольта (область)
Вольта (англ. Volta) — одна из 16 областей республики Гана, располагается к юго-востоку от озера Вольта, ранее относилась к Тоголенду. Площадь — 20 572 км². Административный центр — город Хо.

## История
После обретения независимости Ганы от Великобритании 6 марта 1957 года, территория бывшей колонии Британское Того стала административной единицей. В 1959 году южные районы Британского Того вошли в состав созданной области Вольта, а северные — в состав Верхней и Северной областей.
27 декабря 2018 года был проведён референдум, по результатам которого область Бронг-Ахафо разделена на области Боно, Боно-Ист и Ахафо, из Северной области выделены области Норт-Ист и Саванна, из области Вольта — Оти, из Западной области — Вестерн-Норт. Создание новых областей стало выполнением предвыборного обещания Новой патриотической партии перед всеобщими выборами в Гане 7 декабря 2016 года, на которых партия одержала победу. Лидер партии Нана Акуфо-Аддо стал президентом по результатам этих выборов. Новый президент создал министерство реорганизации и развития областей. Новые области созданы 13 февраля 2019 года.

## Демография
Население — 1 878 316 человек (2009).
- Эве (68 %).
- Акан (9 %)
- Гурма (8 %)
- Адангме

## Административное деление

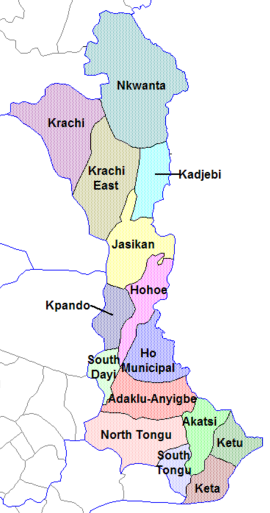
Административная карта области Вольта до 2004 года

| №  | Район                                            | Административный центр          |
| -- | ------------------------------------------------ | ------------------------------- |
| 1  | Адаклу (Adaklu)                                  | Адаклу-Вайя (Adaklu Waya)       |
| 2  | Афаджато (Восточный Дайи) (Afadjato (East Dayi)) | Ве-Голоквати (Ve Golokwati)     |
| 3  | Аготиме-Зиопе (Agotime Ziope)                    | Кпетоэ (Agortime-Kpetoe)        |
| 4  | Северный Акатси (Akatsi North)                   | Аве-Дакпа (Ave Dakpa)           |
| 5  | Южный Акатси (Akatsi South)                      | Акатси (Akatsi)                 |
| 6  | Биакое (Biakoye)                                 | Нконья-Ахенкро (Nkonya Ahenkro) |
| 7  | Центральный Тонгу (Central Tongu)                | Адидоме (Adidome)               |
| 8  | Хо (Ho Municipal)                                | Хо (Ho Municipal)               |
| 9  | Западный Хо (Ho West)                            | Дзолокпита (Dzolokpuita)        |
| 10 | Хохоэ (Hohoe Municipal)                          | Хохоэ (Hohoe Municipal)         |
| 11 | Джасикан (Jasikan)                               | Джасикан (Jasikan)              |
| 12 | Каджеби (Kadjebi)                                | Каджеби (Kadjebi)               |
| 13 | Кета (Keta Municipal)                            | Кета (Keta Municipal)           |
| 14 | Северный Кету (Ketu)                             | Дзодзе (Dzodze)                 |
| 15 | Южный Кету (Ketu)                                | Дену (Denu)                     |
| 16 | Кпандо (Kpando)                                  | Кпанду (Kpandu)                 |
| 17 | Восточный Крачи (Krachi East)                    | Дамбай (Dambai)                 |
| 18 | Крачи-Нчумуру (Krachi Nchumuru)                  | Чиндири (Chindiri)              |
| 19 | Западный Крачи (Krachi West)                     | Кете-Крачи (Kete Krachi)        |
| 20 | Северная Нкванта (Nkwanta North)                 | Кпасса (Kpassa)                 |
| 21 | Южная Нкванта (Nkwanta South)                    | Нкванта (Nkwanta)               |
| 22 | Северный Дайи (North Dayi)                       | Афнфоега (Afnfoega)             |
| 23 | Северный Тонгу (North Tongu)                     | Баттор-Дугаме (Battor Dugame)   |
| 24 | Южный Дайи (South Dayi)                          | Кпеве (Kpeve)                   |
| 25 | Южный Тогу (South Tongu)                         | Согакопе (Sogakope)             |